# شهرستان ارزوئیه
شهرستان ارزوئیه یکی از شهرستان‌های استان کرمان ایران است. مرکز این شهرستان، شهر ارزوئیه است. این شهرستان در تاریخ ۱ اسفند ۱۳۸۹ از شهرستان بافت جدا شد و مستقل گردید.

## موقعیت جغرافیایی
شهرستان ارزوئیه از شمال با شهرستان بافت، از شرق با شهرستان جیرفت و شهرستان فاریاب، از جنوب و غرب با شهرستان حاجی‌آباد استان هرمزگان همسایه است.

## تقسیمات کشوری
شهرستان ارزوئیه شامل ۲ بخش،۵ دهستان و ۲ شهر به شرح زیر است:

### شهرستان ارزوئیه
| بخش   | مرکز بخش | جمعیت بخش ۱۳۹۵ | نام دهستان | مرکز دهستان | جمعیت دهستان ۱۳۹۵ | شهر     | جمعیت شهر ۹۵ |
| ----- | -------- | -------------- | ---------- | ----------- | ----------------- | ------- | ------------ |
| مرکزی | ارزوئیه  | ۲۹٬۳۳۶ نفر     | ارزوئیه    | ارزوئیه     | ۱۲٬۴۳۷ نفر        | ارزوئیه | ۶٬۸۶۸ نفر    |
| مرکزی | ارزوئیه  | ۲۹٬۳۳۶ نفر     | وکیل‌آباد   | وکیل‌آباد    | ۵٬۸۳۱ نفر         | ارزوئیه | ۶٬۸۶۸ نفر    |
| مرکزی | ارزوئیه  | ۲۹٬۳۳۶ نفر     | دهسرد      | پتکان       | ۴٬۲۰۰ نفر         | ارزوئیه | ۶٬۸۶۸ نفر    |
| صوغان | علی‌آباد  | ۹٬۱۷۴ نفر      | امیرآباد   | امیرآباد    | ۵٬۱۵۴ نفر         | علی‌آباد | ۱٬۷۷۹ نفر    |
| صوغان | علی‌آباد  | ۹٬۱۷۴ نفر      | صوغان      | سرخان       | ۲٬۲۴۱ نفر         | علی‌آباد | ۱٬۷۷۹ نفر    |

## جمعیت
بر پایه سرشماری عمومی نفوس و مسکن در سال ۱۳۹۵، جمعیت شهرستان ارزوئیه برابر با ۳۸٬۵۱۰ نفر بوده‌است.